# ساركانلو
ساركانلو (بالفارسية: سارکانلو) هي قرية تقع في قسم ميلانلو الريفي (مقاطعة إسفراين) في إيران. يقدر عدد سكانها بـ 152 نسمة بحسب إحصاء 2016.